# ریناتو نستون بناتی
ریناتو نستون بناتی (به پرتغالی: Renato Netson Benatti) مدافع اهل برزیل است که در شهر برزیل و در تاریخ ۱۷ اکتبر ۱۹۸۱ به دنیا آمده‌است.
ریناتو نستون بناتی در تیم‌های فوتبال Esporte Clube Juventude سابقهٔ حضور دارد.